# Plaine des Rocailles
La plaine des Rocailles est un site naturel de France situé en Haute-Savoie, à Reignier-Ésery, dans la vallée de l'Arve. À flanc de coteau, un ensemble de blocs erratiques de grande taille sont parsemés dans un bois,,. Le site constitue un lieu de balade avec des aires de pique-nique, des terrains de tennis, un parcours de santé ou encore de l'escalade sur bloc.
Ces blocs calcaires seraient issus d'un écroulement sur une montagne indéterminée dont les débris ont été charriés par le glacier de l'Arve jusqu'à leur emplacement actuel associé à une moraine latérale,,. La phase de stagnation du glacier à ce niveau de la vallée de l'Arve porte d'ailleurs le nom de « stade des Rocailles »

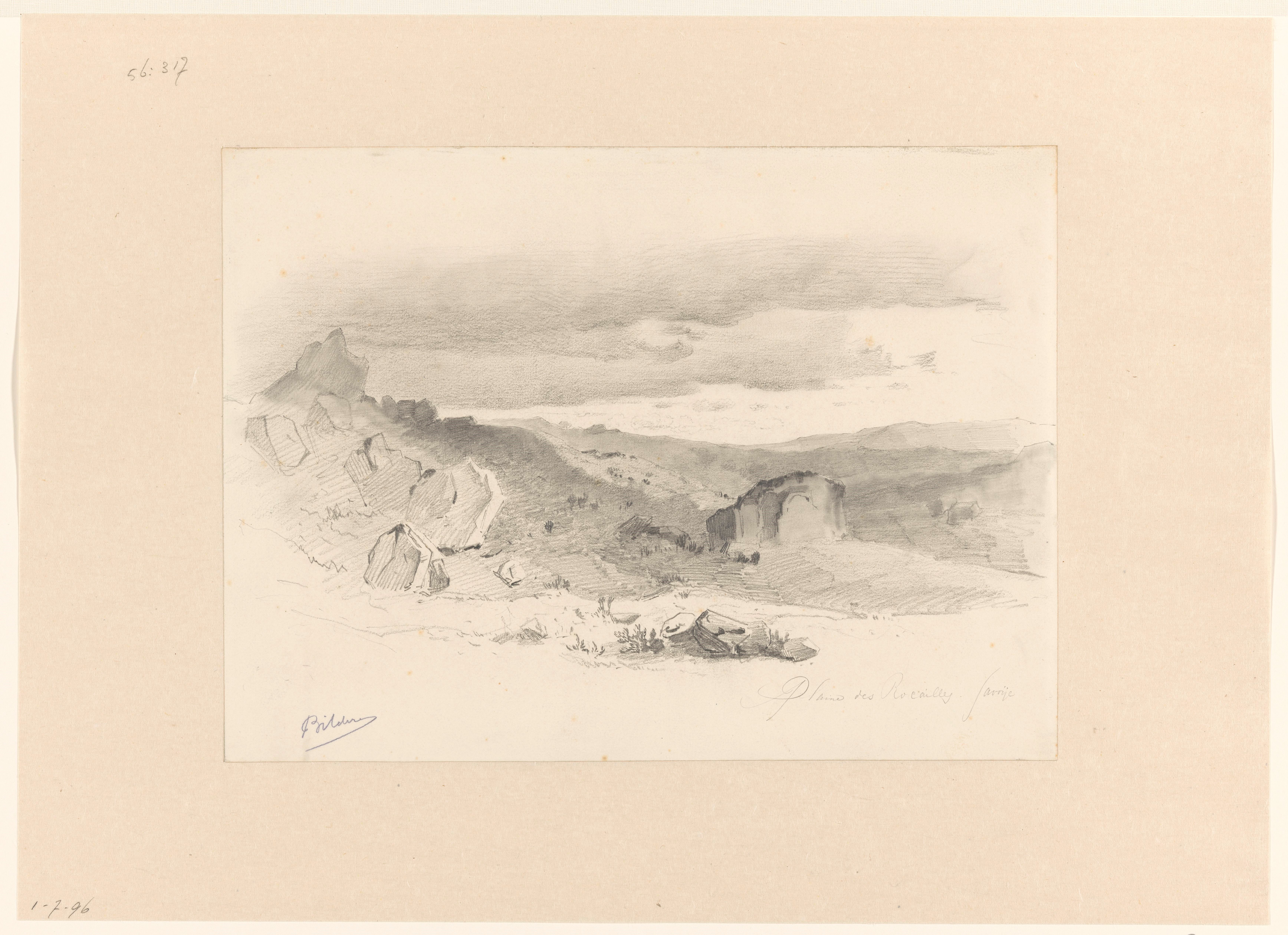
Heuvellandschap Plaine des Rocailles in Savoije, 1848 - 1865, Gerard Bilders.